# Ричард Хамилтон
Ричард Хамилтон (енгл. Richard Hamilton; Коутсвил, Пенсилванија, 14. фебруар 1978) бивши је амерички кошаркаш. Играо је на позицијама бека и крила. 
Изабран је у 1. кругу (7. укупно) НБА драфта 1999. од стране Вашингтон визардса. Хамилтон је троструки Ол-Стар играч, има освојен НБА прстен 2004. године.

## Универзитет
Похађао је универзитет Конектикат. Проглашен је најбољим играчем завршнице и одвео је своју екипу до освајања НЦАА такмичења. Након четири године универзитета одлучио се пријавити на НБА драфт.

## НБА каријера
Изабран је као 7. избор НБА драфта 1999. од стране Вашингтон визардса, међутим након три сезоне у дресу Визардса, Хамилтон је мењан у Детроит Пистонсе заједно са Хубертом Дејвисом и Боби Симонсом у замену за Џерија Стекхауса, Брајана Кардинала и Ратка Варду. Убрзо након замене, Хамилтон је постао један од најбољих шутера у лиги и одвео је екипу до освајања НБА шампионата 2004. преко фаворизованих Лејкерса резултатом 4-1. У сезони 2003/04. Хамилтон је чак три пута сломио нос па од онда носи заштитну маску која му је неки пут и донела срећу. 27. децембра 2006. у утакмици са Њујорк Никсима, Хамилтон је постигао учинак каријере од 51 поена и одвео екипу до победе 151:145 после три продужетка. 6. фебруара 2008. учествовао је у такмичењу у брзом шутирању тројки где је поражен од браниоца трофеја Џејсона Капона. 13. маја 2008. Хамилтон је постао најбољи стрелац Пистонса у плејофу, престигавши на том месту Ајзеу Томаса, а 3. новембра 2008. потписао је трогодишње продужење уговора у вредности од 34.000.000 $. 7. фебруара 2009. Хамилтон је постигао 38 поена са клупе против Милвоки бакса, што је највећи број поена од играча Пистонса са клупе у историји. 13. марта 2009. Хамилтон је поставио рекорд каријере од 16 асистенција у победи 99-95 над Торонто Репторсима у продужетку. Пистонса су га се одрекли 12. децембра 2011..
Хамилтон је 14. децембра 2011. потисао трогодишњи уговор са Чикаго Булсима вредан 15 милиона долара.

## Успеси

### Клупски
- Детроит пистонси:
  - НБА (1): 2003/04.

### Репрезентативни
- Америчко првенство:  1999.

### Појединачни
- НБА Ол-стар меч (3): 2006, 2007, 2008.